# Gerard Ranoszek
Gerard Karol Antoni Ranoszek vel Ranoschek (ur. 4 listopada 1911 w Wierzbie, zm. 17 lipca 1992 w Johannesburgu) – podpułkownik dyplomowany, pilot inżynier Wojska Polskiego, dowódca dywizjonu 307, kawaler Virtuti Militari. 
Na liście Bajana został sklasyfikowany na 83 pozycji z wynikiem trzech pewnych zwycięstw i dwóch uszkodzonych samolotów Luftwaffe.

## Życiorys

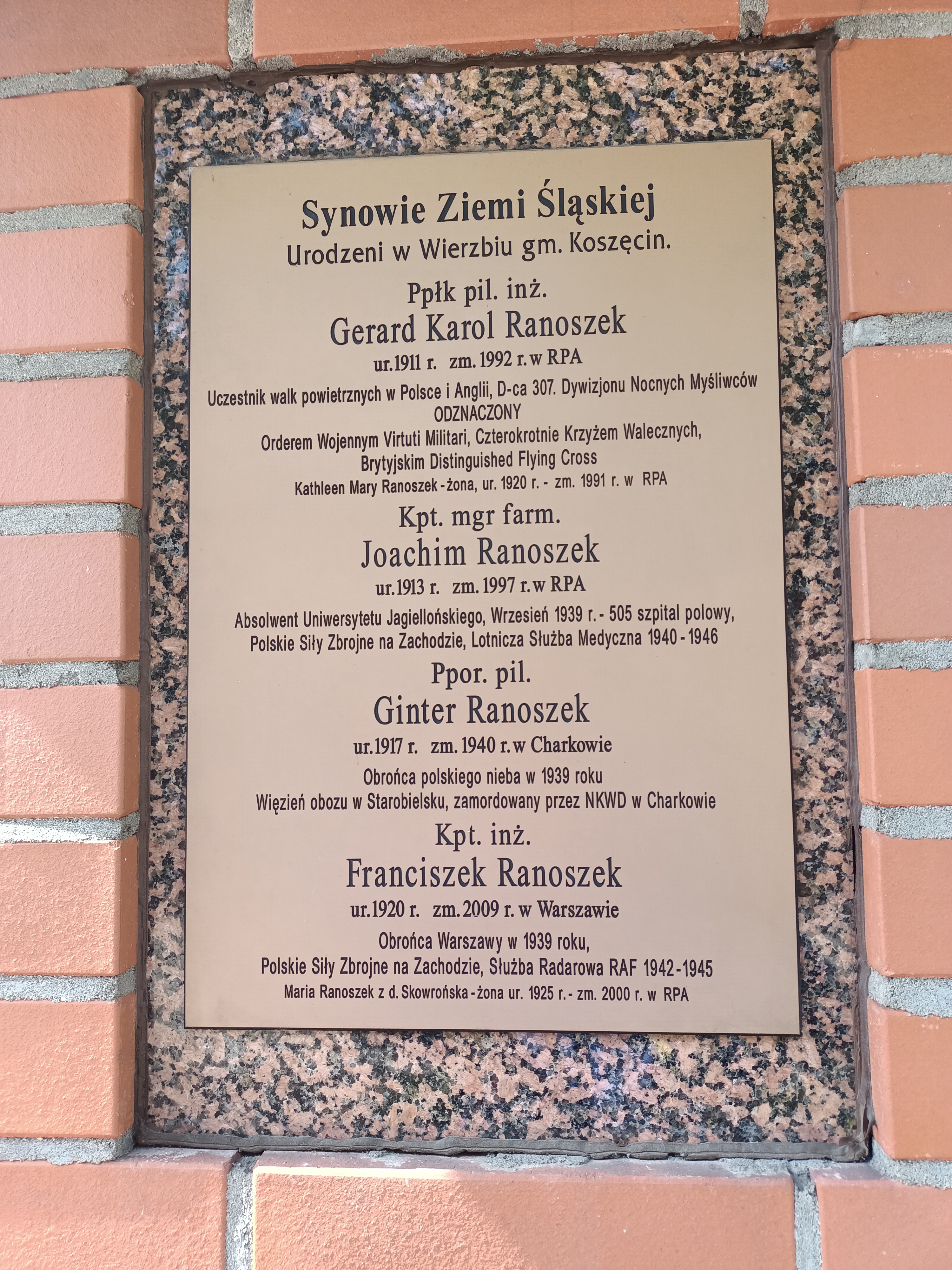
Grób Gerharda Karola Ranoszka na Cmentarzu Wojskowym na Powązkach

Urodził się 4 listopada 1911 r. we wsi Wierzbie, w ówczesnym powiecie lublinieckim rejencji opolskiej, w rodzinie Franciszka (1884–1960), nauczyciela i Marii z domu Besuch (1888–1971). Był starszym bratem Joachima (ur. 1913), porucznika farmaceuty Polskich Sił Powietrznych w Wielkiej Brytanii, Gintera (1917–1940), podporucznika pilota Wojska Polskiego, zamordowanego w Charkowie i Franciszka Antoniego (1920–2009), kapitana inżyniera Polskich Sił Zbrojnych na Zachodzie. Był bratankiem profesora Rudolfa Ranoszka. Z racji niemieckiego pochodzenia matki jego nazwisko zapisywano również jako „Gerhard Ranoschek”.
Po ukończeniu szkoły powszechnej rozpoczął naukę w Państwowym Gimnazjum Męskim im. ks. Jana Opolskiego w Tarnowskich Górach. Maturę zdał w 1930 r. i rozpoczął studia na Wydziale Mechanicznym  Technische Hochschule der Freien Stadt Danzig. W czasie wakacji odbył przeszkolenie szybowcowe oraz w zakresie pilotażu silnikowego. W 1932 r. zgłosił się do odbycia służby wojskowej, jako ochotnik miał prawo wyboru rodzaju broni i zdecydował się na lotnictwo. Ukończył w 1933 r. Szkołę Podchorążych Rezerwy Lotnictwa w Dęblinie i został przydzielony do 3. pułku lotniczego. W 1934 r. otrzymał licencję pilota sportowego. Następnie został przeniesiony do 4. pułku lotniczego. Na stopień podporucznika rezerwy został mianowany ze starszeństwem z 1 stycznia 1935 r. i 47. lokatą w korpusie oficerów aeronautyki.
Udzielał się również jako pilot sportowy. Od 6 do 7 lipca 1935 r. brał udział w Zlocie do Inowrocławia. W załodze z E. Jereczkiem zajął w nim czwarte miejsce w klasyfikacji generalnej. Podczas finałowego wyścigu zajęli pierwsze miejsce. W załodze z Matheusem reprezentował w lipcu Aeroklub Gdański podczas zlotu w Berlinie. W lipcu 1936 r., również w załodze z E. Jereczkiem, wystartował w III Zlocie Gwiaździstym do Łodzi, podczas którego zajęli pierwsze miejsce w klasyfikacji generalnej. W 1937 r. został powołany przez Aeroklub Polski na stanowisko komisarza pomocniczego. Aeroklub Gdański wystawił go, w załodze z E. Jereczkiem i inż. R. Płoszkiem, jako swego reprezentanta podczas IV Meetingu w Zurichu. W dniach 22-29 sierpnia na samolocie RWD-13 reprezentował Aeroklub Gdański podczas międzynarodowego lotu okrężnego Raduno Littorio zorganizowanego przez Aeroklub Włoch. W załodze z Marianem Chodackim i W. Zieleniewiczem zajął w tych zawodach piętnaste miejsce.
W tym okresie pracował również jako pilot doświadczalny w Instytucie Technicznym Lotnictwa. Na stopień porucznika rezerwy został mianowany ze starszeństwem z 1 stycznia 1938 r. i 35. lokatą w korpusie oficerów lotnictwa. Od 16 do 17 sierpnia 1938 r., w załodze ze Stanisławem Pozowskim, uczestniczył w IV Locie Północno-Wschodniej Polski. Zajęli szóste miejsce.
Na studia powrócił w 1938 r., ale został skreślony z listy studentów przez niemieckie władze uczelni z racji deklarowanego polskiego obywatelstwa. Udało mu się przenieść na Wydział Mechaniczny Politechniki Warszawskiej. W sierpniu 1939 r. został zmobilizowany i otrzymał przydział do 24. eskadry rozpoznawczej. Z racji niewielkiego doświadczenia wojskowego został wykorzystany do lotów transportowych i łącznikowych, m.in. 16 września sprowadził do swej jednostki lotem samolot LWS-3 Mewa z Pińska, 17 września na tej maszynie (w załodze z ppor. obs. Feliksem Sobierskim) wykonał lot w celu nawiązania łączności z Naczelnym Wodzem. W trakcie lotu zaatakowali ogniem broni pokładowej niemiecką kolumnę, ich samolot został zestrzelony w rejonie Horodenki. Za swą służbę podczas wojny obronnej otrzymał Krzyż Walecznych.
Udało mu się uniknąć wzięcia do niewoli przez oddziały Armii Czerwonej, ewakuował się przez Słowację i Węgry do Francji. 29 maja 1940 r. znalazł się w grupie dowodzonej przez kpt. Tadeusza Rolskiego skierowanej do Saint-Étienne na szkolenie w zakresie obsługi francuskich samolotów Caudron CR.714. Po upadku Francji został ewakuowany przez Afrykę do Wielkiej Brytanii, gdzie przybył 27 czerwca 1940 r. Zgłosił się do służby w Polskich Siłach Powietrznych, otrzymał numer służbowy RAF P-0663.
Został skierowany w grudniu 1940 r. do 5 Operational Training Unit (OTU). Po ukończeniu szkolenia otrzymał przydział do 32. dywizjonu myśliwskiego RAF. W kwietniu 1941 r. został przeniesiony do polskiego dywizjonu 306. Brał udział w lotach obronnych ukierunkowanych na zwalczanie niemieckich bombowców. W nocy z 10 na 11 maja uszkodził niemiecki bombowiec (prawdopodobnie Heinkel He 111). Służył w dywizjonie 306 do lutego 1942 r., kiedy to został skierowany do dywizjonu 307.
Został przeszkolony w pilotażu dwusilnikowych myśliwców Bristol Beaufighter VIF. 26 czerwca, w załodze z operatorem radaru sierż. Jerzym Trzaskowskim, stoczył walkę z bombowcem Dornier Do 217. Zaliczono im uszkodzenie nieprzyjacielskiej maszyny. W nocy z 4 na 5 sierpnia 1942 r., również w załodze z Trzaskowskim, w okolicy Kingsbridge zaatakował Junkersa Ju 88A-4 M2+CL z 3./KüF|Gr 106. Bombowiec został zestrzelony i spadł do morza w okolicy Star Point. Dziesięć minut później został naprowadzony na Ju 88A-4 M2+HL z tej samej niemieckiej jednostki i zestrzelił go w okolicy Molescombe Farm we Frogmore. 10 września 1942 r., razem z Jerzym Trzaskowskim, został udekorowany Krzyżem Srebrnym Virtuti Militari przez gen. Władysława Sikorskiego. 24 września, w załodze z por. Stanisławem Sawczyńskim przechwycił nad kanałem La Manche Dorniera Do 217. Ostrzelał go z tak bliskiej odległości, że olej z jego silników zachlapał przednią szybę Beaufightera. Pomimo ograniczonej widoczności pilot powrócił na lotnisko w Clyst Honiton. Następnego dnia specjalna komisja RAF pobrała z osłony kabiny próbki do badań laboratoryjnych.
W styczniu 1943 r. był pierwszym pilotem dywizjonu 307, który wykonał nocny lot bojowy na samolocie de Havilland Mosquito NF.II. Po śmierci dowódcy dywizjonu mjr. pil. Jana Michałowskiego objął 21 marca obowiązki dowódcy, stanowisko zdał 1 kwietnia po przybyciu mjr. pil. Jerzego Orzechowskiego. W czerwcu 1943 r. odszedł na odpoczynek operacyjny, pełnił obowiązki oficera łącznikowego przy 10. Grupie Myśliwskiej RAF.
21 maja 1944 r. powrócił do latania  operacyjnego i przejął dowództwo nad dywizjonem 307. Dowództwo zdał 20 grudnia kpt. Stanisławowi Andrzejewskiemu. Został skierowany na kurs sztabowy do US Army Command and General Staff Office w Fort Leavenworth. Ze szkolenia powrócił w kwietniu 1945 r. i został przydzielony do dowództwa Polskich Sił Powietrznych. 16 maja 1945 r. został przydzielony do dowództwa 84. Grupy Myśliwskiej RAF w Niemczech, 19 lipca 1945 r. trafił do polowej składnicy materiałowej 408 Air Stores Park, a 8 grudnia znalazł się w bazie w Quakenbrück. Po demobilizacji nie zdecydował się na powrót do Polski, pozostał na emigracji. W czasie swej służby wojskowej wykonał 68 lotów bojowych oraz 77 operacyjnych. Na liście Bajana został sklasyfikowany na 83 pozycji z wynikiem trzech pewnych zwycięstw i dwóch uszkodzonych samolotów Luftwaffe.
W 1947 r. wyemigrował do Południowej Afryki, gdzie założył własną firmę. Kilkukrotnie odwiedzał Polskę, w 1988 r. ofiarował swój mundur i pamiątki z okresu służby Muzeum Wojska Polskiego w Warszawie. Zmarł 17 lipca 1992 r. w Johannesburgu, jego prochy sprowadzono do Polski i pochowano na Cmentarzu Wojskowym na Powązkach.

## Ordery i odznaczenia
Za swą służbę otrzymał odznaczenia:
- Polowy Znak Pilota,
- Krzyż Srebrny Virtuti Militari nr 9682,
- Krzyż Walecznych – trzykrotnie,
- Medal Lotniczy – czteroktornie,
- Krzyż Kawalerski Orderu Odrodzenia Polski,
- Srebrny Krzyż Zasługi,
- Distinguished Flying Cross.